# 高知医療学院
高知医療学院（こうちいりょうがくいん）とは、高知県高知市長浜に所在する専修学校である。

## 沿革
（沿革の出典は法人公式サイト）
- 1978年3月27日 - 厚生大臣より理学療法士養成施設として指定
- 1978年4月1日 - 私立各種学校としての設置が高知県知事より認可（理学療法課程・3年＜昼間＞入学定員20名・総定員60名）
- 1978年4月15日 - 第1回入学式挙行
- 1979年4月1日 - 専修学校としての設置が高知県知事より認可（入学定員30名に変更承認）
- 1981年3月7日 - 第1回卒業式挙行
- 1992年4月1日 - 入学定員40名に変更承認
- 1995年1月23日 - 文部省告示により修了者に対する専門士の称号
- 2000年2月19日 - 新学舎落成記念行事実施

## 概要
- 高知市の医療法人新松田会[2]が母体となっている。
- 理学療法学科は専門実践教育訓練の指定講座となっている。[3]

## 学科
- 理学療法学科（3年）

## 所在地
高知県高知市長浜6012-10

## 公式サイト
- リハビリテーション専門学校　高知医療学院